# Hanno rubato un tram

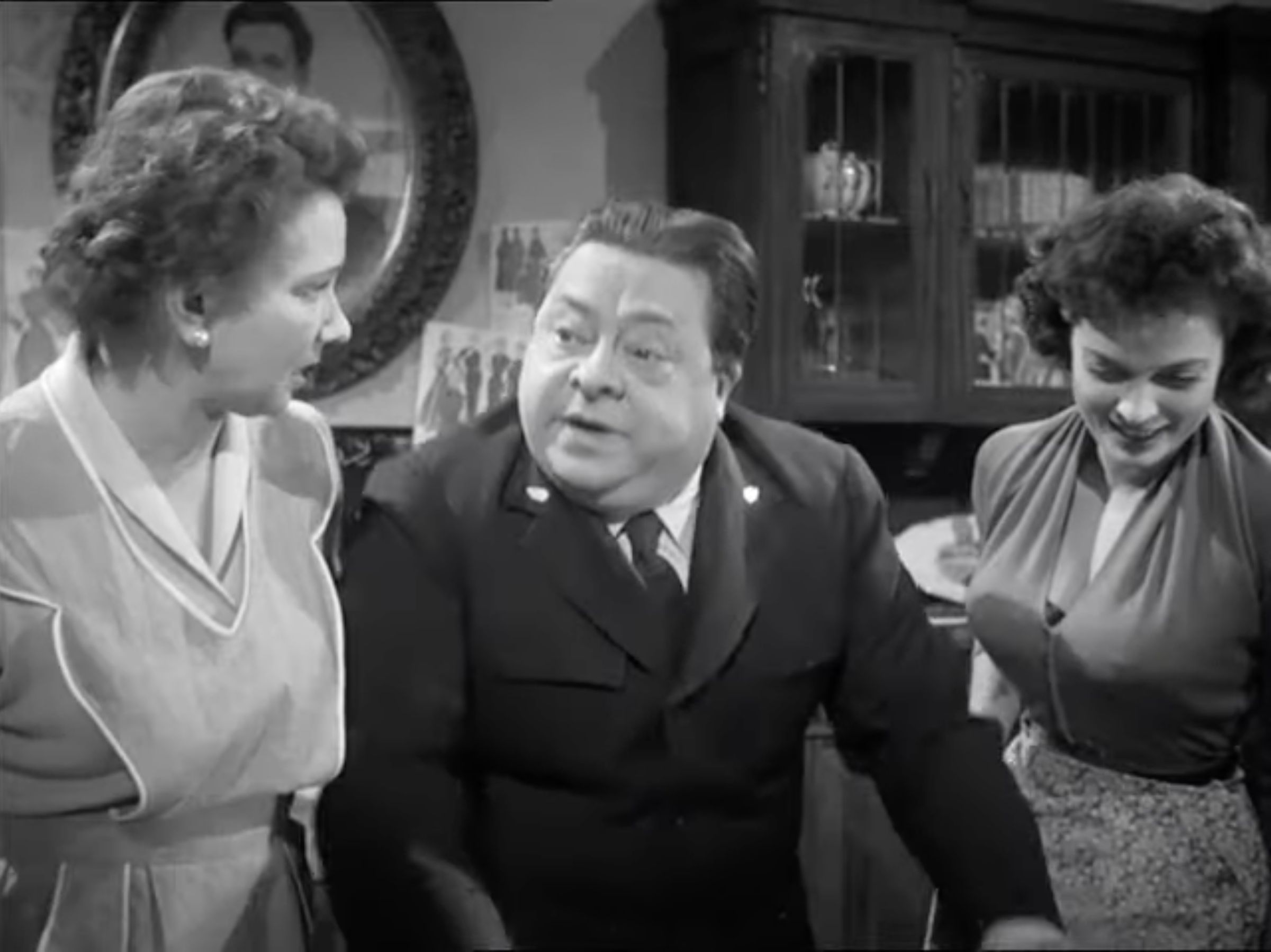
Aldo Fabrizi dans une scène du film

Hanno rubato un tram est un film italien réalisé par Mario Bonnard et Aldo Fabrizi, sorti en 1954.

## Synopsis
Le conducteur de tramway Cesare Mancini, Romain transféré à Bologne depuis vingt ans, est un très bon homme avec un vilain défaut: il ne sait pas toujours rentrer sa colère. Au travail, il doit subir sans cesse les reproches de son contrôleur Rossi ;  dans ses moments de loisir, il aime jouer à la pétanque avec ses collègues (lui et son ami Bernasconi, le receveur, sont imbattables, avec le résultat d’énerver encore plus Rossi qui est beaucoup moins doué); en famille, il doit faire face à une épouse affectueuse mais mauvaise cuisinière, à une fille impatiente de se marier, à un fils espiègle et à une belle-mère acariâtre qui ne perd pas l’occasion de souligner ses erreurs. Les membres de la famille de Cesare ont même l’habitude de s’exprimer en patois bolonais, sans qu’il arrive à comprendre un mot malgré les vingt ans passés dans la ville émilienne.
À la suite d'accidents (d’abord Cesare, à la conduite de son tram, heurte une femme à vélo, ensuite il participe à une bagarre déclenchée par des supporters de football montés à bord après le match Bologne-AS Rome) ponctuellement notifiés par le contrôleur, Cesare est déclassé à receveur, puis il est suspendu du service pour trois mois. Dans la même période, la compagnie des tramways organise la fête annuelle pour ses salariés, où on prévoit l’élection d’une reine de beauté qui doit démontrer qu'elle a aussi les qualités d’une bonne femme au foyer, notamment en préparant sur place des parfaites tagliatelle à la bolognaise. Marcella, la fille de Cesare, participe au concours et le gagne, mais est disqualifiée à cause de la suspension de son père : ainsi, même grâce à la maladroite intervention de Bernasconi, la famille du conducteur apprend la mauvaise nouvelle qu’il avait tenue secrète par honte ; sa femme s’indigne, Marcella et son fiancé se disputent, et tous rentrent à la maison en colère laissant Cesare tout seul.
Cesare, après avoir erré en solitude pour la ville, se rend au dépôt des trams et sans se faire remarquer s’éloigne à la conduite d’une voiture. En pleine nuit, dans la ville déserte, il fait monter l’un après l’autre un couple âgé, un ivrogne, deux prostituées, un musicien de rue avec son accordéon, et d’autres gens encore. Les compagnons de voyage finissent par se décontracter et par animer une petite fête à la musique de l’accordéon, dans le tram qui file à toute vitesse à travers les silencieuses rues côtoyées d’arcades de la vieille Bologne. D’ailleurs, les gardiens du dépôt s’aperçoivent qu’”on a volé un tram” et la police interrompt brusquement la joyeuse course.
Cesare est poursuivi en justice; son avocat invoque la circonstance atténuante de la maladie mentale, tant que l’accusé risque d’être condamné à la réclusion dans un asile d’aliénés, et une énième fâcheuse intervention de Bernasconi empire la situation. Mais à l’étonnement de tout le monde, c’est Rossi qui prend la parole et témoigne vigoureusement de l’honnêteté de son subordonné. Le juge finit par ne condamner Cesare qu’à rembourser l’énergie électrique consommée. L’homme se réconcilie avec sa famille, même avec la terrible belle-mère, et tout est bien qui finit bien.

## Fiche technique
- Titre : Hanno rubato un tram (littéralement « Ils ont volé un tram »)
- Réalisation : Mario Bonnard et Aldo Fabrizi
- Scénario : Mario Amendola, Mario Bonnard, Aldo Fabrizi, Ruggero Maccari et Luciano Vincenzoni
- Musique : Carlo Rustichelli
- Photo : Mario Bava
- Assistant-réalisateur : Sergio Leone
- Pays d'origine : Italie
- Genre : Comédie
- Durée : 87 minutes
- Dates de sortie : 1954

## Distribution
- Aldo Fabrizi : Cesare Mancini
- Carlo Campanini : Bernasconi
- Juan de Landa : Rossi
- Lucia Banti : Marcella
- Lia Reiner : Teresa
- Mimo Billi : Caposervizio